# Stehelčeves
Stehelčeves je obec v okrese Kladno ve Středočeském kraji, 7 km severovýchodně od Kladna. Má výměru 4,98 km² a žije zde přibližně 1 100 obyvatel. PSČ zdejší pošty je 273 42.

## Poloha
Vesnice je položena v mělkém údolí Dřetovického potoka v nadmořské výšce 270–300 m (střed 276 m). Ke Stehelčevsi přináleží i budovy někdejšího Středočeského pivovaru (1901–1929), stojící o samotě 1,5 km severozápadně při silnici Vrapice-Brandýsek. Na návrší nad jihozápadním okrajem obce, zčásti na jejím katastru, se rozkládá mohutná Buštěhradská halda.
Obec je sídlem Mikroregionu tří potoků, sdružení obcí Stehelčeves, Brandýsek, Cvrčovice, Dřetovice, Libochovičky a Zájezd.

## Historie
Při východním okraji vsi se nad Dřetovickým potokem zvedá malý pahorek Homolka. Systematické výzkumy amerických a českých archeologů v letech 1929–1931 a 1960–1961 na jeho temeni odkryly pozůstatky eneolitického hradiště, označovaného Homolka u Stehelčevsi, jednoho z nejvýznamnějších pozůstatků řivnáčské kultury.
Nejstarší zmínka o vsi pochází z roku 1316, kdy se připomíná jistý Jan ze Stehelčevsi („Jan de Stehelcziewssi“). Při západním okraji obecního katastru (při dnešní polní cestě z Vrapic do Cvrčovic) fungoval v letech 1841–1891 kamenouhelný důl Vítek, hluboký 159 m. Dnes jej v těchto místech připomínají jen menší haldy hlušiny a násep bývalé vlečky. 900 m východně od dolu Vítek byla v letech 1871–1873 vyhloubena další šachta, záhy přeměněná na Středočeský pivovar. Jeho pivo (vyráběné z důlních vod) však nebylo valné kvality a po čase i on zanikl. Nyní areál bývalého pivovaru slouží drobné obchodní a výrobní činnosti.
V lidové mluvě se jméno obce užívá v podobě Stelčoves, tento tvar býval kdysi i úředním názvem obce.
Do počátku 20. století náležely ke Stehelčevsi také Vrapice a od 1. ledna 1980 do 23. listopadu 1990 také Bůhzdař.

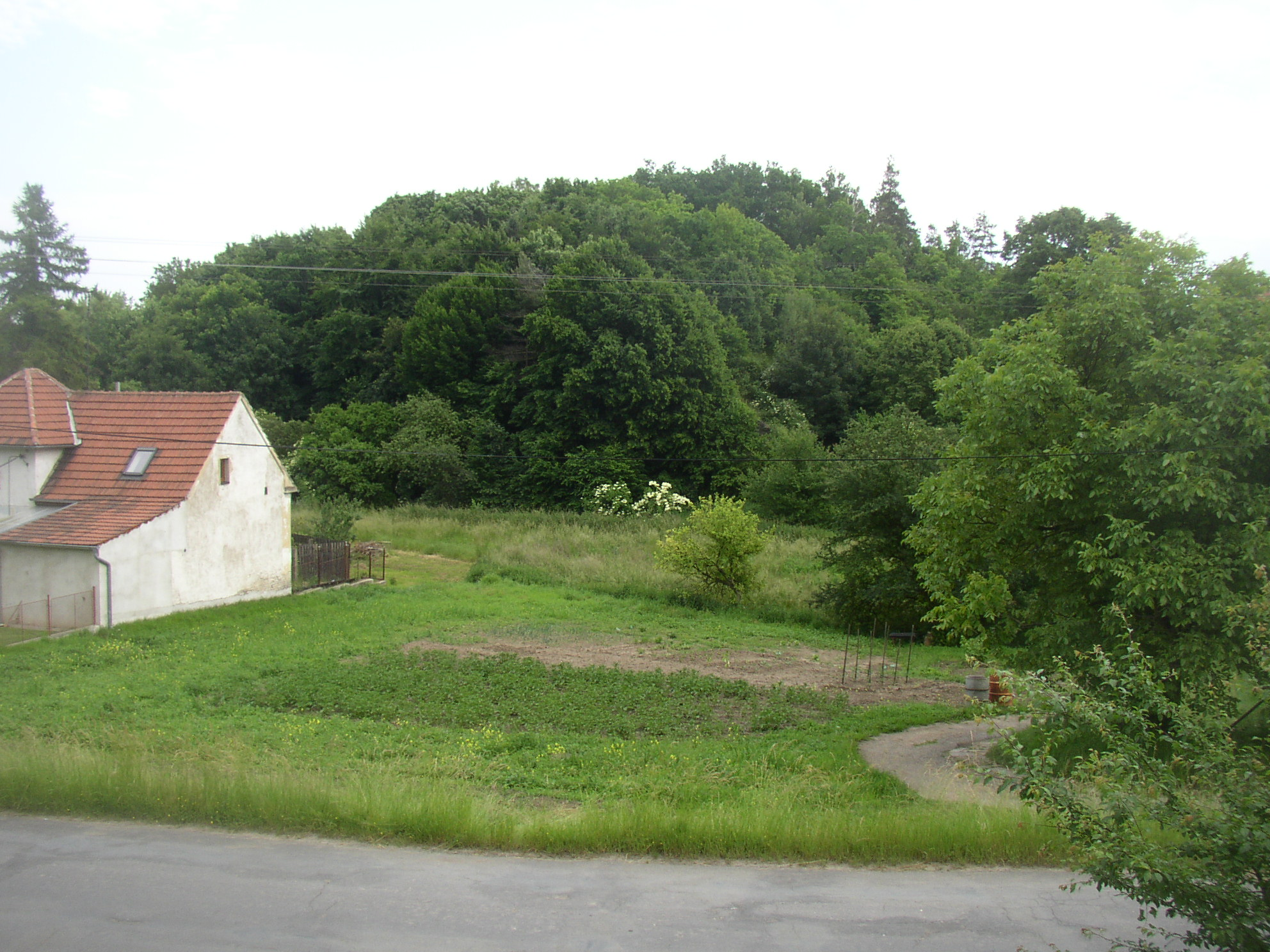
Pahorek Homolka, archeologické naleziště řivnáčské kultury
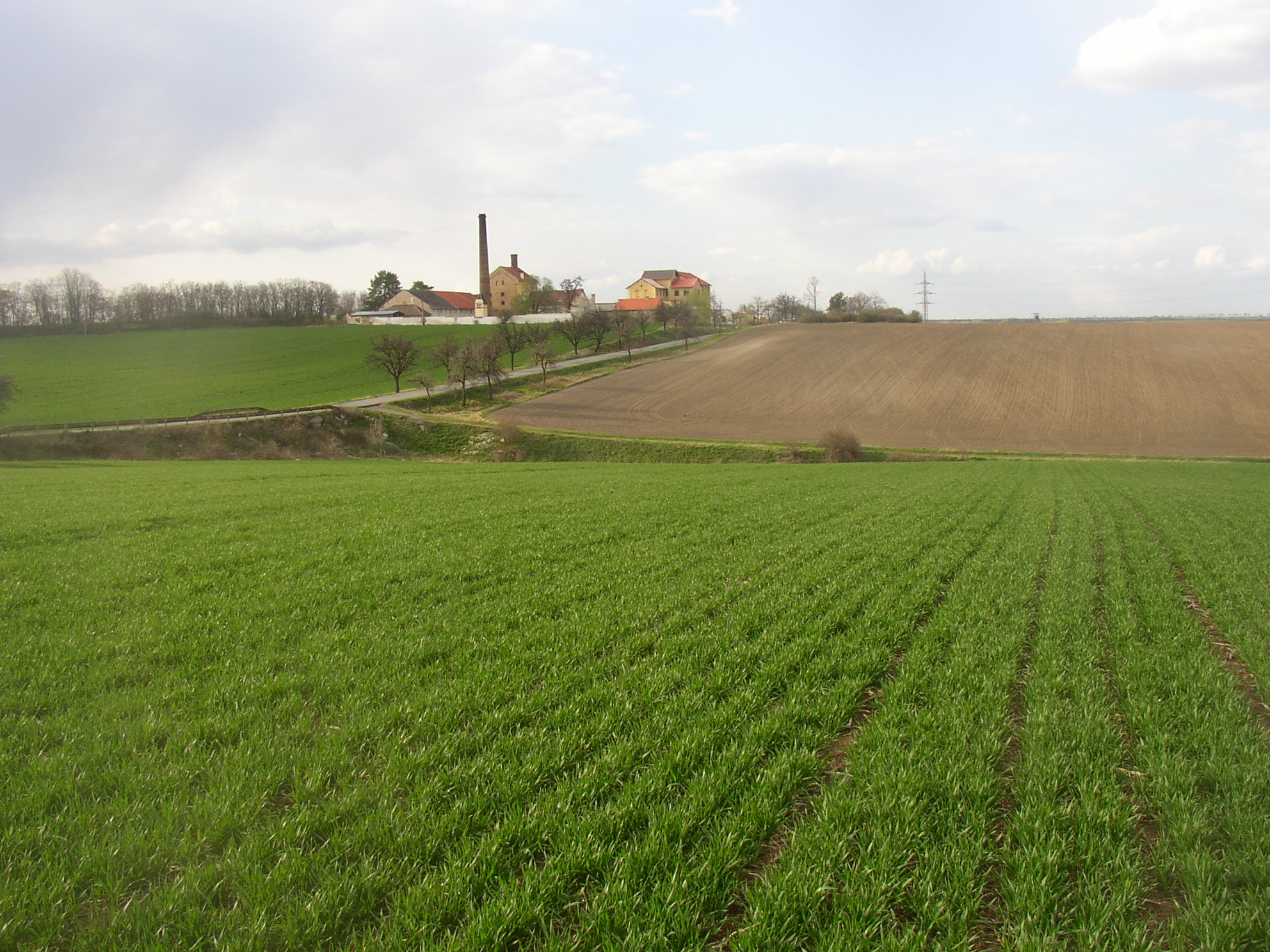
Bývalý Středočeský pivovar při silnici Vrapice - Brandýsek

### Územněsprávní začlenění
Dějiny územněsprávního začleňování zahrnují období od roku 1850 do současnosti. V chronologickém přehledu je uvedena územně administrativní příslušnost obce v roce, kdy ke změně došlo:
- 1850 země česká, kraj Praha, politický okres Smíchov, soudní okres Unhošť[6]
- 1855 země česká, kraj Praha, soudní okres Unhošť[6]
- 1868 země česká, politický okres Smíchov, soudní okres Unhošť[6]
- 1893 země česká, politický okres Kladno, soudní okres Unhošť[7]
- 1939 země česká, Oberlandrat Kladno, politický okres Kladno, soudní okres Unhošť[8]
- 1942 země česká, Oberlandrat Praha, politický okres Kladno, soudní okres Unhošť[9]
- 1945 země česká, správní okres Kladno, soudní okres Unhošť[10]
- 1949 Pražský kraj, okres Kladno[11]
- 1960 Středočeský kraj, okres Kladno[12]

### Rok 1932
V obci Stehelčeves (přísl. Vrapice, 1781 obyvatel, četnická stanice, katol. kostel, 2 sbory dobrovolných hasičů) byly v roce 1932 evidovány tyto živnosti a obchody: lékař, nákladní doprava, cihelna, obchod s deštníky, důl Prago, galanterie, 2 holiči, 8 hostinců, důlní inženýr, jednatelství, kapelník, kolář, konsum Včela, kovář, 2 mlýny, obuvník, obchod s ovocem a zeleninou, pilníkář, 2 obchody s lahvovým pivem, pivovar, pokrývač, porodní asistentka, 8 obchodů se smíšeným zbožím, sladovna, stavební družstvo, obchod se střižním zbožím, švadlena, 4 trafiky, 2 truhláři, obchod se zemskými plodinami.

## Doprava
- Pozemní komunikace – Obcí prochází silnice II/101 v úseku Kralupy nad Vltavou - Kladno. Po hranici území obce vede dálnice D7 Praha - Chomutov, nejblíže je exit 9 (Buštěhrad) ve vzdálenosti 1 km.
- Železnice – Železniční trať ani stanice na území obce nejsou. Nejblíže obci je železniční stanice Brandýsek ve vzdálenosti 2 km ležící na trati 093 z Kralup nad Vltavou do Kladna.

- Veřejná doprava 2011 – V obci zastavovaly autobusové linky jedoucí do těchto cílů: Kladno, Praha, Slaný, Středokluky.

## Občanská vybavenost
Ve Stehelčevsi je mateřská a základní škola 1. i 2. stupně. Působí zde fotbalový oddíl SK Stehelčeves.

## Osobnosti
- Antonín Knor (1908–1971), archeolog
- V obci vyrostl písničkář Jan Pokorný vystupující pod přezdívkou Pokáč.[14]